# Sanjō, Niigata
Sanjō (japanska: 佐久市?, Sanjō-shi) är en stad i Niigata prefektur i Japan. Staden fick stadsrättigheter 1934.

## Kommunikationer
Tsubame-Sanjō station ligger på Jōetsu Shinkansen-linjen som ger förbindelse med höghastighetståg till Tokyo.